# Jennings Bluff
Das Jennings Bluff ist ein etwa 1320 m hohes  und abgeflachtes Felsenkliff aus dunklem Gestein im ostantarktischen Kempland. Es ragt 16 km nördlich des Storegutt auf. Während etwa 100 m seiner Gesamthöhe über seine steile Ostflanke sichtbar sind, wird die Westflanke vom kontinentalen Eisschild verdeckt.
Entdeckt wurde das Kliff bei der British Australian and New Zealand Antarctic Research Expedition (BANZARE, 1929–1931) unter der Leitung des australischen Polarforschers Douglas Mawson. Norwegische Kartografen, die es als Brattstabben (norwegisch für Steiler Stumpf) benannten, kartierten es anhand von Luftaufnahmen, die bei der Lars-Christensen-Expedition 1936/37 entstanden. Das Kliff wurde anhand von Luftaufnahmen der Australian National Antarctic Research Expeditions aus dem Jahr 1956 neuerlich kartiert. Das Antarctic Names Committee of Australia (ANCA) benannte es 1961 nach Noel D. Jennings, assistierender Dieselmotormechaniker auf der Mawson-Station im Jahr 1960.